# Пташкі
Пташкі (пол. Ptaszki) — село в Польщі, у гміні Морди Седлецького повіту Мазовецького воєводства.
Населення — 89 осіб (2011).
У 1975-1998 роках село належало до Седлецького воєводства.

## Демографія
Демографічна структура станом на 31 березня 2011 року:
|          | Загалом | Допрацездатний вік | Працездатний вік | Постпрацездатний вік |
| -------- | ------- | ------------------ | ---------------- | -------------------- |
| Чоловіки | 38      | 7                  | 19               | 12                   |
| Жінки    | 51      | 2                  | 16               | 33                   |
| Разом    | 89      | 9                  | 35               | 45                   |